# 因美線
因美線（いんびせん）は、鳥取県鳥取市の鳥取駅から岡山県津山市の東津山駅に至る西日本旅客鉄道（JR西日本）の鉄道路線（地方交通線）である。

## 概要
起点の鳥取駅で山陰本線に、終点の東津山駅で姫新線に接続している。かつては全線が津山線とともに岡山と鳥取を結ぶ陰陽連絡路線の役割を果たしていた。しかし智頭急行の開業後、鳥取と岡山を結ぶ列車が智頭急行智頭線を経由するようになったことで、陰陽連絡の役割は智頭線経由の列車が走る智頭駅以北のみとなり、智頭駅以南とで役割を異にするようになった。
1997年に急行「砂丘」が廃止された後、智頭駅以南では落石防止のため25 km/hの速度制限が多くの箇所で設けられている。また、雨天時などは15 km/h以下の徐行運転となる。
鳥取駅 - 那岐駅間は地元対応などの業務は山陰支社鳥取鉄道部が、美作河井駅 - 東津山駅間は岡山支社が管轄している。
一方運転系統や運転指令所、営業・広報など実務面は中国統括本部が一括して管轄しているため智頭駅を境界駅と位置づけている。なお、管轄が分けられた1991年以前は、東津山駅構内を除く全線が国鉄時代は米子鉄道管理局、JR発足後は米子支社の管内だった。
2016年の路線記号・ラインカラー制定にあたっては、岡山・福山エリアとしてのものは付与されず、逆に山陰エリアの扱いとして、智頭杉をイメージした茶色（■）のラインカラーと、「B」の路線記号が、岡山支社管内を含めた全線に付与されることになった。ただし、当初は岡山・福山エリアとしてのラインカラーではなかったことから、2016年改正時点の岡山支社管内各駅では、2023年3月18日に路線記号の使用対象が拡大されるまで駅掲示運賃表での使用にとどまっていた。なお、2015年度以前は岡山支社管内でのみ藍色をラインカラーとして使用していた。

### 路線データ
- 管轄（事業種別）：西日本旅客鉄道（第一種鉄道事業者）
- 路線距離（営業キロ）：70.8km
- 軌間：1067mm
- 駅数：19（起終点駅含む）
  - 因美線所属駅に限定した場合、山陰本線所属の鳥取駅および姫新線所属の東津山駅[5]が除外され、17駅となる。
- 複線区間：なし（全線単線）
- 電化区間：なし（全線非電化）
- 閉塞方式：特殊自動閉塞式（軌道回路検知式）
- 保安装置：ATS-SW
- 運転指令所：
  - 鳥取駅 - 智頭駅間 中国総合指令所米子指令所
  - 智頭駅 - 東津山駅間 中国総合指令所岡山指令所
- 最高速度：
  - 鳥取駅 - 津ノ井駅間 110km/h
  - 津ノ井駅 - 智頭駅間 95km/h
  - 智頭駅 - 那岐駅間、美作加茂駅 - 東津山駅間 85km/h
  - 那岐駅 - 美作加茂駅間 65km/h
- IC乗車カード対応区間：なし

### 利用状況・経営状況

#### 平均通過人員
各年度の平均通過人員（人/日）は以下のとおりである。
| 年度                   | 平均通過人員（人/日） | 平均通過人員（人/日） | 平均通過人員（人/日） | 出典   |
| 年度                   | 全線                  | 東津山 - 智頭         | 智頭 - 鳥取           | 出典   |
| ---------------------- | --------------------- | --------------------- | --------------------- | ------ |
| 2013年度（平成25年度） | 1,820                 | 185                   | 3,814                 | [ 6 ]  |
| 2014年度（平成26年度） | 1,765                 | 208                   | 3,664                 | [ 7 ]  |
| 2015年度（平成27年度） | 1,808                 | 197                   | 3,773                 | [ 8 ]  |
| 2016年度（平成28年度） | 1,799                 | 195                   | 3,756                 | [ 9 ]  |
| 2017年度（平成29年度） | 1,792                 | 179                   | 3,759                 | [ 10 ] |
| 2018年度（平成30年度） | 1,740                 | 162                   | 3,664                 | [ 11 ] |
| 2019年度（令和元年度） | 1,685                 | 179                   | 3,521                 | [ 12 ] |
| 2020年度（令和02年度） | 971                   | 132                   | 1,993                 | [ 13 ] |
| 2021年度（令和03年度） | 991                   | 131                   | 2,039                 | [ 14 ] |
| 2022年度（令和04年度） | 1,238                 | 130                   | 2,589                 | [ 15 ] |
| 2023年度（令和05年度） | 1,440                 | 134                   | 3,034                 | [ 16 ] |

#### 収支・営業系数
2019年度（令和元年度）の輸送密度が2,000人/日未満の線区（東津山駅 - 智頭駅間）における各3か年平均の収支（運輸収入、営業費用、営業損益）、営業係数、収支率は以下のとおりである。▲はマイナスを意味する。
| 年度                                       | 収支（億円） | 収支（億円） | 収支（億円） | 営業 係数 （円） | 収支率 | 出典   |
| 年度                                       | 運輸 収入    | 営業 費用    | 営業 損益    | 営業 係数 （円） | 収支率 | 出典   |
| ------------------------------------------ | ------------ | ------------ | ------------ | ---------------- | ------ | ------ |
| 2017 - 2019年度（平成29 - 令和元年度）平均 | 0.2          | 4.1          | ▲3.9         | 1,963            | 5.1%   | [ 17 ] |
| 2018 - 2020年度（平成30 - 令和2年度）平均  | 0.2          | 4.1          | ▲3.9         | 2,194            | 4.6%   | [ 17 ] |
| 2019 - 2021年度（令和元 - 3年度）平均      | 0.2          | 4.2          | ▲4.1         | 2,392            | 4.2%   | [ 18 ] |
| 2020 - 2022年度（令和2 - 4年度）平均       | 0.2          | 3.9          | ▲3.7         | 2,431            | 4.1%   | [ 19 ] |

## 運行形態
全線を通して運転される列車はない。正式には東津山駅が終点であるが、智頭駅・美作加茂駅 - 東津山駅間に運転されているすべての列車が姫新線の津山駅まで乗り入れる。
因美線内では特急列車を除き鳥取駅 → 津山駅の方向が下り、逆が上りである。山陰本線（米子方面）・智頭急行線直通の普通列車は山陰本線内・智頭急行線内で下り・上りの方向が逆転するので、鳥取駅・智頭駅で列車番号を下りとなる列車は奇数、上りとなる列車は偶数に変更する。特急列車は鳥取駅に向かう列車が下り、逆が上りである。
1997年11月29日に急行「砂丘」が廃止された後、鳥取駅 - 津山駅間を直通する交通機関はなくなっていたが、2004年12月10日に従来運行されていた鳥取 - 岡山間の高速バス（鳥取エクスプレス）が津山（中国道津山北バス停）に停車するようになったため直通の交通機関が復活。しかし2014年9月30日限りで廃止され、以後は直通の交通機関はなくなっている。また、特に高野駅 - 津山駅間では並行する路線バス（中鉄北部バス行方・小坂線）の方が本数が多いため、利用者はそちらへ流れてしまう傾向がある。

### 特急列車
鳥取駅 - 智頭駅間では、智頭急行線を経由する倉吉駅・鳥取駅 - 京都駅間の特急「スーパーはくと」と鳥取駅 - 岡山駅間の特急「スーパーいなば」が運転されており、鳥取駅 - 津ノ井駅間で110km/h、津ノ井駅 - 智頭駅間で95km/h運転を行っている。かつては85km/hで運転され、鳥取 - 智頭間では最新の高性能車「スーパーはくと」も旧型車両の急行「砂丘」と同じ所要時間であったが、地元負担による線路改良が行われ、所要時間の短縮が実現した。

### 普通列車
普通列車については、おおむね鳥取駅 - 智頭駅間と智頭駅 - 津山駅間の2つの運転系統に分かれている。

#### 鳥取駅 - 智頭駅間

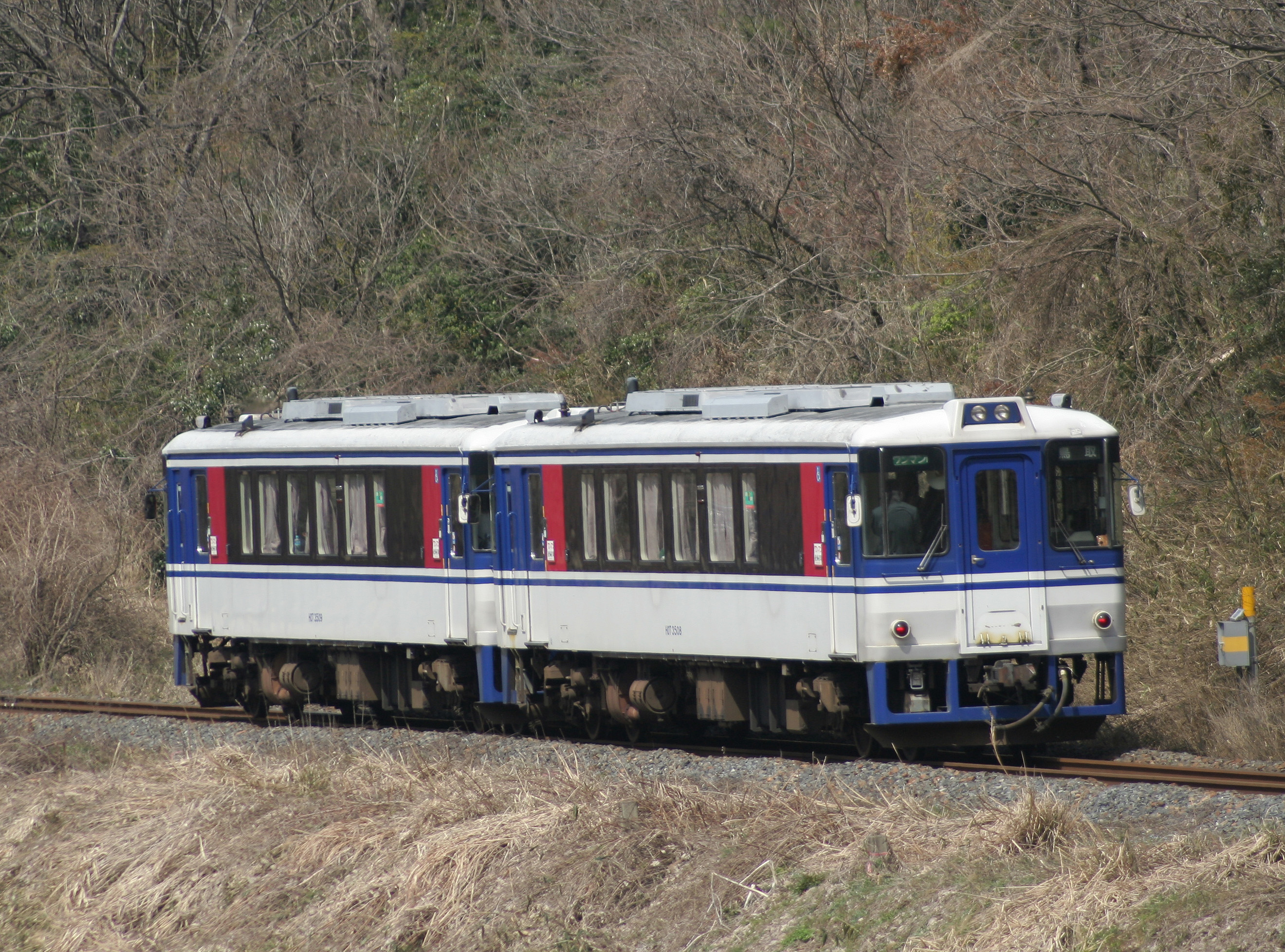
因美線を走行する智頭急行の気動車HOT3500形（2009年4月3日 国英駅 - 河原駅間）

この区間はおおむね1 - 2時間に1本程度が運行されている。基本的に鳥取駅 - 智頭駅間の運行であるが、那岐発鳥取行き、郡家発鳥取行きや山陰本線の米子行き、智頭急行線直通の大原発鳥取行き、上郡駅発着列車も設定されている。また、郡家駅から若桜鉄道若桜線に直通して鳥取駅 - 若桜駅間を運行する列車が6往復あり、2022年3月12日改正時点で鳥取駅 - 郡家駅間では若桜鉄道直通を含めて18往復の普通列車が設定されている。
鳥取駅 - 津ノ井駅間で、キハ121・126形気動車の列車は100km/h、智頭急行HOT3500形気動車の列車は110km/h、それら以外は95km/h、津ノ井駅 - 智頭駅間では全ての列車が95km/h運転を行っている。第三セクター鉄道の若桜鉄道・智頭急行各路線への直通列車の乗務員は、前者は郡家駅、後者は智頭駅で交代する。ただし、2010年3月12日まで、若桜鉄道直通列車については乗務員交代を行わず全区間で車両所属会社の乗務員が担当していた。
朝5時台の鳥取発智頭行きの始発列車は、智頭駅で折り返し6時台の米子行きの始発列車になっており、この列車に限りキハ121・126形気動車で運転されている。2010年3月13日の改正から土曜・休日は山陰本線内を快速「とっとりライナー」として運行されていたが2011年3月12日の改正で智頭駅から米子駅まで土曜・休日も普通として運転されるようになった。
2008年3月15日のダイヤ改正では鳥取駅 - 智頭駅間で夜間の一部列車時刻が大幅に変更された。この影響で夕方の時間帯に鳥取発の普通列車が2時間程間隔が開くようになり、地元（特に高校生）が猛反発し、2009年3月14日のダイヤ改正で夜間に普通列車が1本増発された。
2021年10月2日からは、鳥取発の最終が22時台から21時台に繰り上げられた。なお、1987年4月1日時点では21時台であった。

#### 智頭駅 - 津山駅間

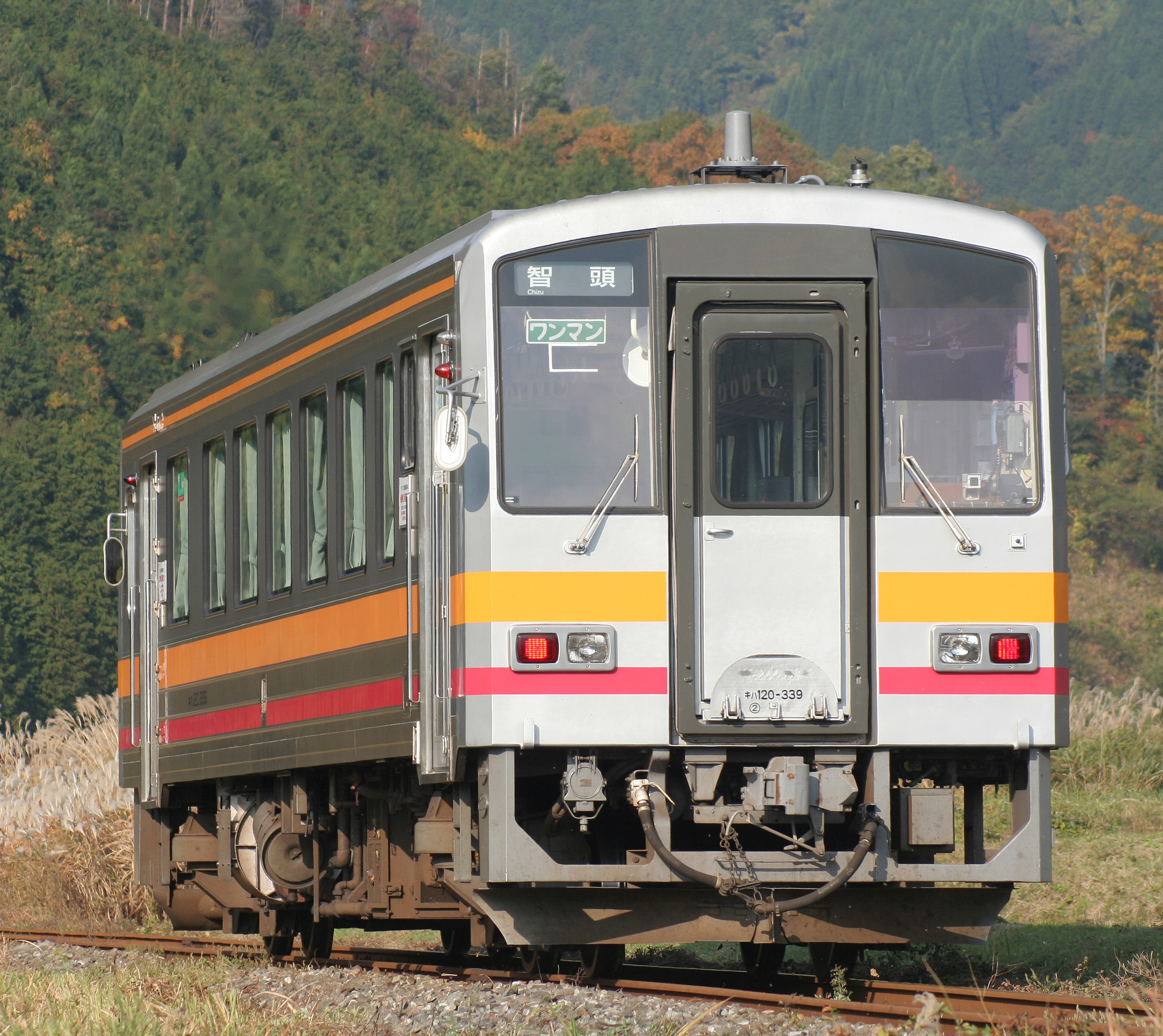
智頭駅 - 津山駅間で運転されるキハ120形（2009年11月8日 美作加茂駅 - 知和駅間）

この区間は智頭駅 - 津山駅間の列車が1日7往復（1 - 3時間に1本）運転され、加えて美作加茂駅 - 津山駅間の折り返し列車があるが、5時間近く運行のない時間帯がある。朝には那岐発鳥取行きの列車が設定されている。この列車は前日の夜に智頭駅で夜間滞泊した車両同士の連結で運行され、朝に智頭駅から那岐駅まで回送されて折り返し鳥取行きとなる。以前は朝に智頭発那岐行き、昼過ぎにも那岐駅折り返しが設定されていた。
朝の那岐発鳥取行きとその送り込みの智頭発那岐行き回送列車を除き、全列車がキハ120形気動車で運転されている。智頭駅 - 那岐駅間では、智頭駅 - 津山駅間の列車（津山寄りが1号車）と前述の朝の鳥取駅・智頭駅 - 那岐駅間の列車（智頭・鳥取寄りが1号車）は編成の向きが逆になる。2005年3月1日に、智頭駅・美作加茂駅 - 津山駅間の列車のうち、那岐駅・美作加茂駅 - 津山駅間が実質的に回送となる朝の上り列車と夕方以降の下り列車が快速列車に変更された。線内で使われる車両の方向幕に「快速」を含むパターンが少ないこともあり、快速列車は方向幕に行先のみを掲出、前面窓に「快速」（白地に赤文字）と記載された行先標を挿入したうえで運転されていた。
2019年頃より、方向幕が更新され、快速列車は「快速　智頭」「快速　津山」と表示して運転されている。
2010年3月13日のダイヤ改正で、朝の美作加茂駅発着の列車が休日運休に変更された。
2022年3月12日のダイヤ改正で、朝の智頭発那岐行きの列車が回送に変更された。

#### みまさかスローライフ列車

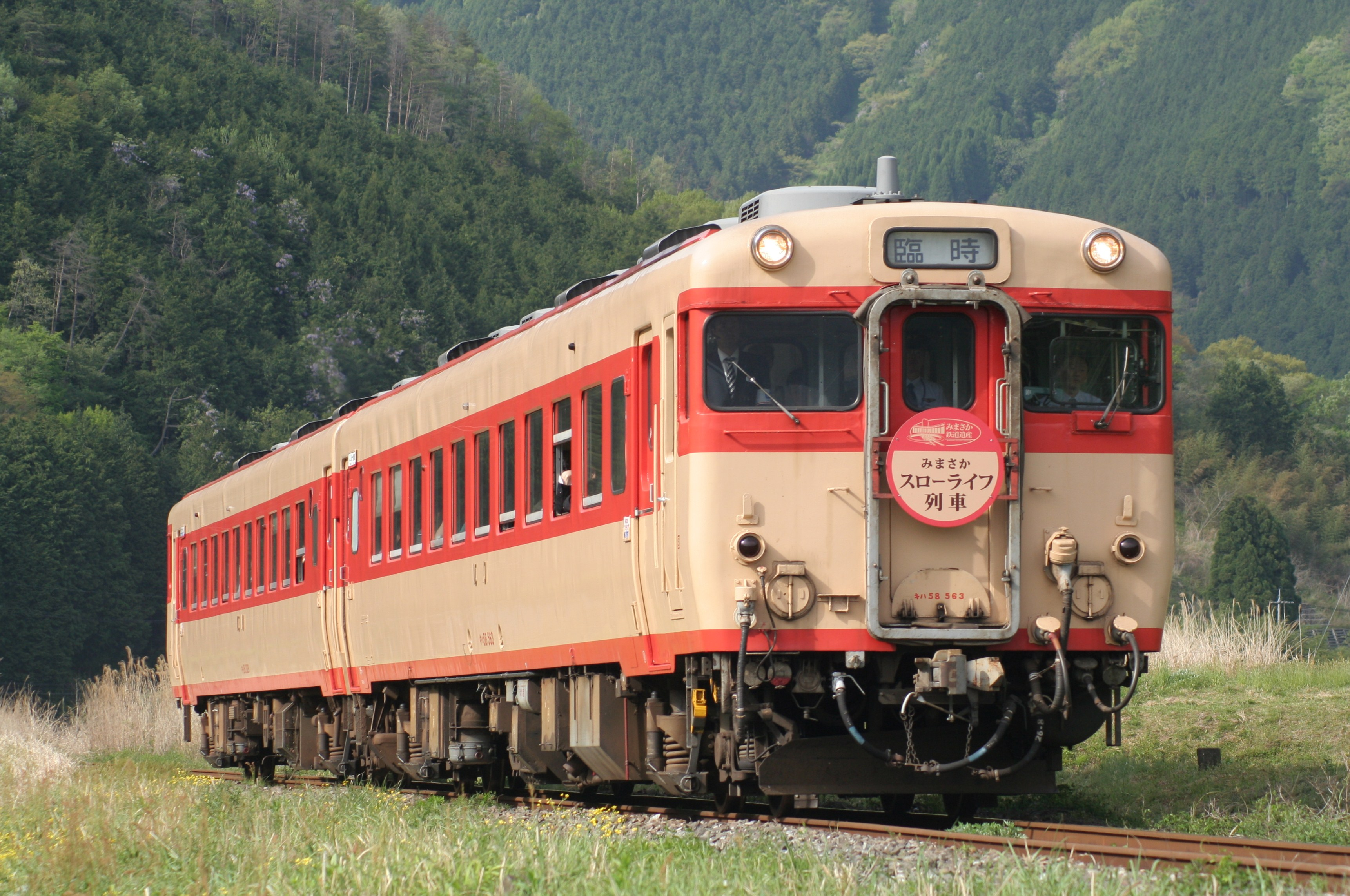
智頭駅 - 津山駅間で運行されたみまさかスローライフ列車（2010年5月9日 美作加茂駅 - 知和駅間）

2007年から毎年春と秋に、臨時列車「みまさかスローライフ列車」が智頭駅 - 津山駅間（2011年春は延期、2007年の秋のみ那岐駅 - 津山駅間）で運転されている。
車両は、2010年秋まで岡山気動車区に所属する国鉄色のキハ28・58形が使用され（2007年春はJR四国のキハ58・65）、2011年秋から同区所属のキハ40・47形で運転されている。
この列車は、みまさかローカル鉄道観光実行委員会の協力で行われており、途中の美作滝尾駅・美作加茂駅・美作河井駅で長時間の停車時間を設け、各種イベントが開催されている。

## 使用車両

### 現在
すべて気動車で運転されている。

#### 自社車両
- キハ47形（鳥取駅 - 那岐駅間：定期列車（智頭駅 - 那岐駅間は朝の上り1本のみ）、智頭駅 - 津山駅間：キハ40形を含め、みまさかスローライフ列車）
- キハ120形（智頭駅 - 津山駅間）
- キハ121形・キハ126形（鳥取駅 - 智頭駅間で、朝の1往復のみ）
- キハ187系（鳥取駅 - 智頭駅間：特急スーパーいなば）。

#### 他社車両
- 若桜鉄道WT3000形・WT3300形（鳥取駅 - 郡家駅間）
- 智頭急行HOT3500形（鳥取駅 - 智頭駅間）
- 智頭急行HOT7000系（鳥取駅 - 智頭駅間：特急スーパーはくと）

### 過去
- キハ181系
  - 特急「はくと」「いなば」で使用。
- キハ58系・キハ65形
  - 急行「砂丘」「みささ」や普通列車などで使用。
- キハ45系
  - 普通列車などで使用。

## 歴史
- 1919年（大正8年）12月20日：因美軽便線 鳥取駅 - 用瀬駅間（13.1M≒21.08km）が開業。津ノ井駅・郡家駅・河原駅・国英駅・用瀬駅が開業。
- 1922年（大正11年）9月2日：因美線に改称[32]。
- 1923年（大正12年）6月5日：用瀬駅 - 智頭駅間（6.7M≒10.78km）が延伸開業。因幡社駅・智頭駅が開業。
- 1928年（昭和3年）3月15日：因美南線 津山駅 - 美作加茂駅間（10.9M≒17.54km）が開業。東津山駅・高野駅・美作滝尾駅・美作加茂駅が開業。因美線は因美北線に改称。
- 1930年（昭和5年）4月1日：営業距離の単位をマイルからメートルに変更（因美北線 19.8M→31.9km、因美南線 10.9M→17.6km）。
- 1931年（昭和6年）9月12日：因美南線 美作加茂駅 - 美作河井駅間 (7.3km) が延伸開業。知和駅・美作河井駅が開業。
- 1932年（昭和7年）7月1日：智頭駅 - 美作河井駅間 (16.6km) が開業し全通。因美北線が新規開業区間と因美南線を編入し因美線に改称。土師駅・那岐駅が開業。
- 1936年（昭和11年）10月10日：東津山駅 - 津山駅間 (2.6km) を姫新線に編入。
- 1956年（昭和31年）11月1日：東郡家駅が開業。
- 1961年（昭和36年）8月1日：鷹狩駅が開業。
- 1963年（昭和38年）4月1日：三浦駅が開業。
- 1982年（昭和57年）7月1日：若桜線乗り入れの客車列車廃止により全面気動車化。
- 1987年（昭和62年）4月1日：国鉄分割民営化により西日本旅客鉄道が承継。貨物営業が廃止。
- 1991年（平成3年）4月1日：一部列車でワンマン運転開始[33][34]。鉄道部制度の発足に伴い、鳥取駅 - 美作河井駅間が鳥取鉄道部の管轄になる[35][33]。同時に美作河井駅 - 東津山駅間が米子支社から岡山支社に移管され、津山鉄道部の管轄となる[33]。
- 1994年（平成6年）
  - 3月1日：鳥取駅 - 智頭駅間に列車集中制御装置 (CTC) が導入される[36]。
  - 12月3日：智頭急行開業により当線を経由する特急「スーパーはくと」を新大阪駅 - 倉吉駅間に運転開始。
- 1997年（平成9年）11月29日:急行「砂丘」の廃止により、智頭駅 - 東津山駅間から優等列車がなくなる（津山線の急行「つやま」の延長の快速列車1往復が代替として残る）。
- 1999年（平成11年）10月2日：智頭駅（構内を除く） - 美作河井駅間が、米子支社鳥取鉄道部から岡山支社津山鉄道部に移管。
- 2003年（平成15年）10月1日：鳥取駅 - 智頭駅間が高速化。
- 2008年（平成20年）6月1日：津山鉄道部が廃止され、智頭駅（構内を除く） - 東津山駅間が岡山支社の直轄になる[37]。
- 2007年（平成19年）4月28日：智頭駅 - 津山駅間で「みまさかスローライフ列車」が運転開始[26]。
- 2011年（平成23年）9月4日 - 9月12日：台風12号の大雨の影響で土砂崩れが発生したため、那岐駅 - 美作河井駅間が不通になる[38]。
- 2018年（平成30年）7月5日：平成30年7月豪雨の影響により、全線不通となる[39]。9日に鳥取駅 - 用瀬駅間[40]、18日に用瀬駅 - 智頭駅間[41]、8月27日に美作加茂駅 - 東津山駅間[42]、8月31日に智頭駅 - 美作加茂駅間が復旧し、全線で運転再開[42]。
- 2022年（令和4年) 3月12日：この日のダイヤ改正から鳥取駅 - 智頭駅間の3・4両編成の普通列車でもワンマン運転を開始。
- 2022年（令和4年) 10月1日：中国統括本部発足に伴い岡山支社が管轄を県内のみとしたため、那岐駅以北が再び鳥取鉄道部管轄となる。
- 2024年（令和6年）11月28日：東郡家駅〜郡家駅の私都川橋梁をコンクリート橋に架替え。

## 駅一覧
便宜上、東津山側の全列車が乗り入れる姫新線津山駅までの区間を記載する。
- 停車駅
  - 普通…すべての駅に停車
  - 快速…●印の駅は全列車停車、▲印の駅は上り（智頭方面行き）のみ停車、｜印の駅は全列車通過
  - 特急（スーパーはくと・スーパーいなば）…列車記事参照
- 線路（全線単線） … ◇・∨・∧：列車交換可能、｜・＋：列車交換不可（＋：かつては列車交換可能）

| 路線名 | 駅名       | 営業キロ | 営業キロ | 快速                                         | 接続路線                            | 線路 | 所在地        | 所在地        |
| 路線名 | 駅名       | 駅間     | 累計     | 快速                                         | 接続路線                            | 線路 | 所在地        | 所在地        |
| ------ | ---------- | -------- | -------- | -------------------------------------------- | ----------------------------------- | ---- | ------------- | ------------- |
| 因美線 | 鳥取駅     | -        | 0.0      |                                              | 西日本旅客鉄道： 山陰本線           | ∨    | 鳥取県        | 鳥取市        |
| 因美線 | 津ノ井駅   | 4.3      | 4.3      |                                              |                                     | ◇    | 鳥取県        | 鳥取市        |
| 因美線 | 東郡家駅   | 3.9      | 8.2      |                                              |                                     | ｜   | 鳥取県        | 八頭郡 八頭町 |
| 因美線 | 郡家駅     | 2.1      | 10.3     |                                              | 若桜鉄道：若桜線                    | ◇    | 鳥取県        | 八頭郡 八頭町 |
| 因美線 | 河原駅     | 3.8      | 14.1     |                                              |                                     | ＋   | 鳥取県        | 八頭郡 八頭町 |
| 因美線 | 国英駅     | 3.3      | 17.4     |                                              |                                     | ｜   | 鳥取県        | 鳥取市        |
| 因美線 | 鷹狩駅     | 2.4      | 19.8     |                                              |                                     | ｜   | 鳥取県        | 鳥取市        |
| 因美線 | 用瀬駅     | 1.3      | 21.1     |                                              |                                     | ◇    | 鳥取県        | 鳥取市        |
| 因美線 | 因幡社駅   | 3.8      | 24.9     |                                              |                                     | ＋   | 鳥取県        | 鳥取市        |
| 因美線 | 智頭駅     | 7.0      | 31.9     | ●                                            | 智頭急行：智頭線                    | ◇    | 鳥取県        | 八頭郡 智頭町 |
| 因美線 | 土師駅     | 3.7      | 35.6     | ●                                            |                                     | ｜   | 鳥取県        | 八頭郡 智頭町 |
| 因美線 | 那岐駅     | 2.9      | 38.5     | ●                                            |                                     | ◇    | 鳥取県        | 八頭郡 智頭町 |
| 因美線 | 美作河井駅 | 10.0     | 48.5     | ｜                                           |                                     | ＋   | 岡山県 津山市 | 岡山県 津山市 |
| 因美線 | 知和駅     | 3.5      | 52.0     | ｜                                           |                                     | ｜   | 岡山県 津山市 | 岡山県 津山市 |
| 因美線 | 美作加茂駅 | 3.8      | 55.8     | ●                                            |                                     | ◇    | 岡山県 津山市 | 岡山県 津山市 |
| 因美線 | 三浦駅     | 3.5      | 59.3     | ｜                                           |                                     | ｜   | 岡山県 津山市 | 岡山県 津山市 |
| 因美線 | 美作滝尾駅 | 2.2      | 61.5     | ｜                                           |                                     | ｜   | 岡山県 津山市 | 岡山県 津山市 |
| 因美線 | 高野駅     | 5.2      | 66.7     | ▲                                            |                                     | ＋   | 岡山県 津山市 | 岡山県 津山市 |
| 因美線 | 東津山駅   | 4.1      | 70.8     | ●                                            | 西日本旅客鉄道： 姫新線（佐用方面） | ◇    | 岡山県 津山市 | 岡山県 津山市 |
| 姫新線 | 東津山駅   | 4.1      | 70.8     | ●                                            | 西日本旅客鉄道： 姫新線（佐用方面） | ◇    | 岡山県 津山市 | 岡山県 津山市 |
| 津山駅 | 2.6        | 73.4     | ●        | 西日本旅客鉄道： 姫新線（新見方面）・ 津山線 | ∧                                   |      | 岡山県 津山市 | 岡山県 津山市 |

鳥取駅・郡家駅の2駅（津山駅を含めると3駅）はJR西日本直営駅。それ以外の各駅は簡易委託駅または無人駅である。昭和40年代、石破二朗鳥取県知事から国鉄に対し、無人化を計画していた駅舎を地元商店などに貸与し、併せて乗車券を発売してもらうとの提案があり、これによる簡易委託化は「因美線方式」と呼ばれた。線内にはJR西日本関連会社への業務委託駅は存在しない。